# Adicella hero
Adicella hero is een schietmot uit de familie Leptoceridae. De soort komt voor in het Oriëntaals gebied.